# 證券集體訴訟
证券集体诉讼又稱证券欺诈集体诉讼，是指购买或出售某上市公司的证券而遭受经济损失的投资者所提起的诉讼。一般来说，当上市公司對重要事实作出不真实的陈述或未能披露重要事实时，就會有投資者發起集体诉讼。